# História dos judeus na Alemanha
Os colonos judeus fundaram a comunidade judaica asquenaze na Alta (século V a X) e Baixa Idade Média (c.1000–1299). A comunidade prosperou sob o reinado de Carlos Magno, mas foi bastante afetada durante as Cruzadas. A acusação de terem envenenado poços de água durante a Peste Negra (1346–53), originou matanças em larga escala dos judeus alemães, e à sua fuga para a Polónia. As comunidades judaicas das cidades de Mainz, Speyer e Worms, tornaram-se o centro da vida judaica durante o período medieval. "Este foi uma era de ouro pois os bispos daquelas localidades protegiam os judeus, o que trazia mais comércio e prosperidade". Com o início da Primeira Cruzada, comunidades inteiras, como as de Trier, Worms, Mainz e Colônia, foram dizimadas. O final do século XV marcou um período de ódio religioso que apontou os judeus como a origem de todos os males. As atrocidades de Chmielnicki (1648, na parte ucraniana da região sudeste da Polónia), e os seus Cossacos, empurraram os judeus polacos de volta para a Alemanha ocidental. Com a queda de Napoleão em 1815, o nacionalismo crescente resultou num aumento da repressão. Entre agosto e outubro de 1819, tiveram lugar vários pogroms na Alemanha, conhecidos como Tumultos Hep-Hep. Durante este período, vários estados alemães retiraram direitos civis aos judeus. Como resultado, muitos judeus alemães começaram a emigrar.
Do tempo de Moisés Mendelssohn até ao século XX, gradualmente, a comunidade foi conseguindo a sua emancipação, e prosperou. Na I Guerra Mundial, aproximadamente 100 mil alemães judeus lutaram pelo II Reich.

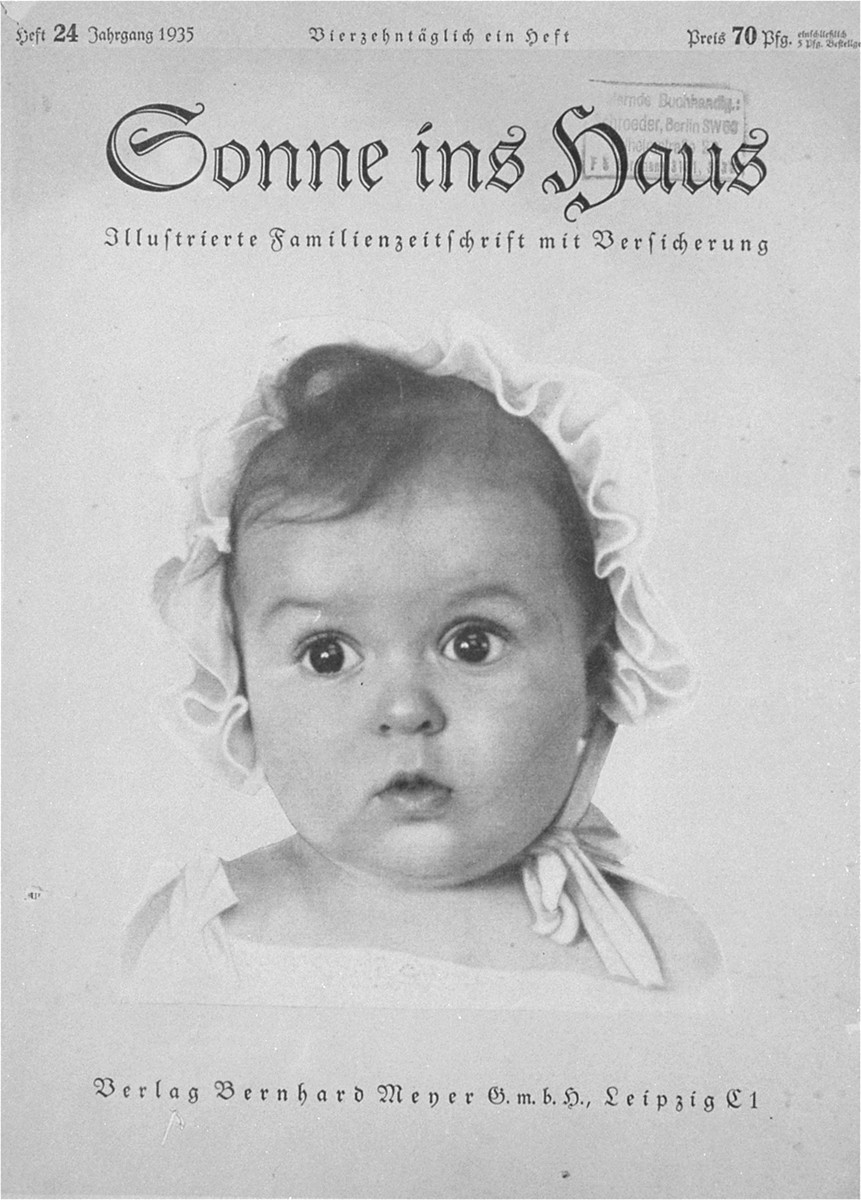
Hessy Levinsons Taft, uma bebé judia que Joseph Goebbels (sem saber que era judia) escolheu como o "bebê ariano ideal" na propaganda nazista.

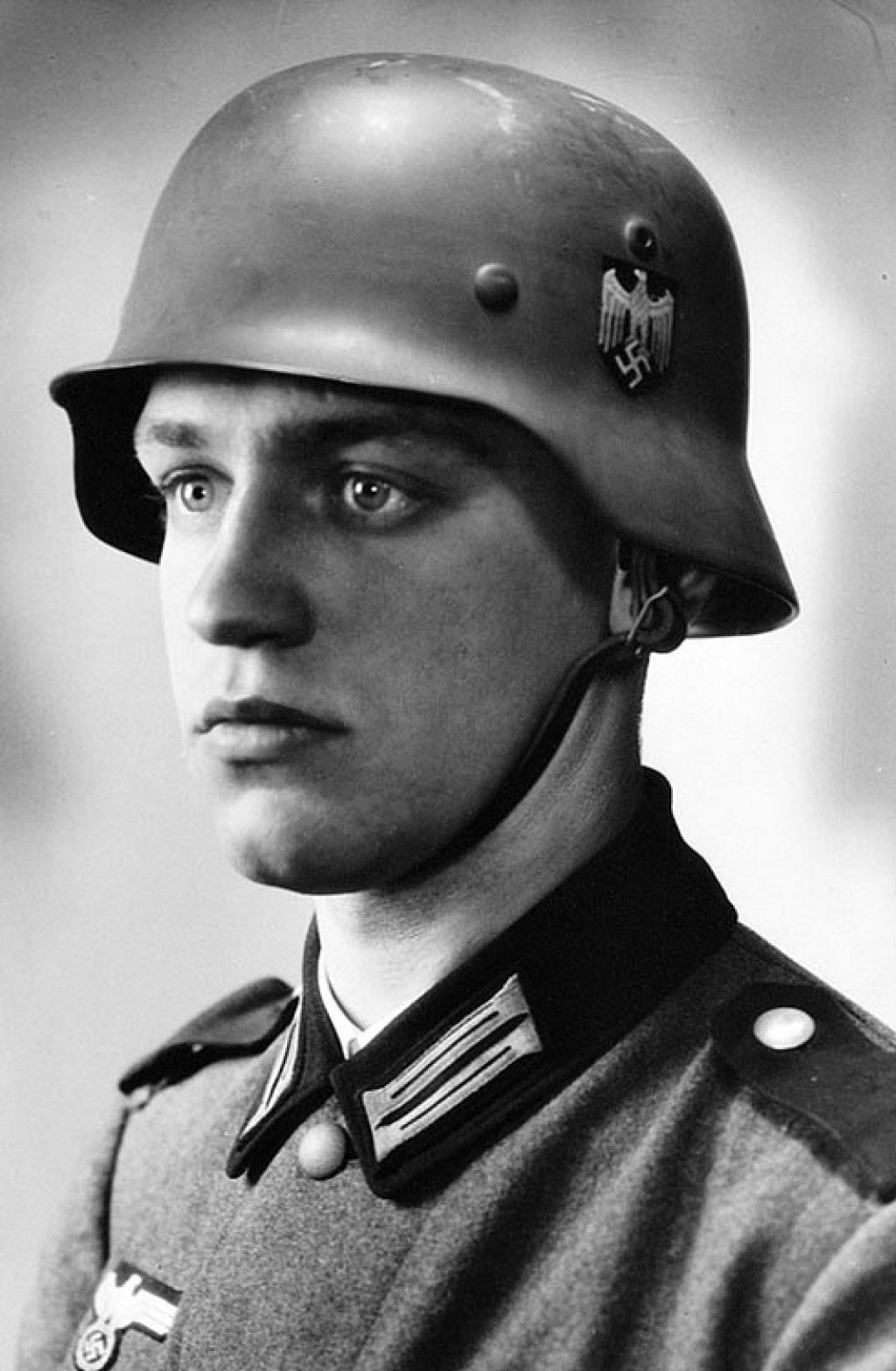
Werner Goldberg soldado Mischling ("mestiço", com "sangue judeu") que serviu no exército alemão na Segunda Guerra Mundial.

Em 1919, por iniciativa de Leo Löwenstein, foi criada a Reichsbund jüdischer Frontsoldaten (associação de soldados judeus veteranos de guerra). O objetivo desta organização era combater a Dolchstoßlegende ("Lenda da Punhalada pelas Costas"), que acusava judeus e outros de traidores da pátria e lançava sobre tais grupos a culpa pela derrota alemã. Em torno de 12 mil soldados judeus morreram durante a guerra, servindo no Exército Imperial Alemão.
Em janeiro de 1933, cerca de 522 000 judeus viviam na Alemanha. No entanto, no seguimento da ascensão do nazismo (Machtergreifung) e das suas ideologias e políticas antissemitas, a comunidade judaica foi severamente perseguida. Mais de metade (cerca de 304 000) emigrou durante os primeiros seis anos do regime nazi. Em 1933, a perseguição aos judeus passou a fazer parte da política nazi. Em 1935 e 1936, o ritmo da perseguição aumentou ainda mais; no ano de 1936, os judeus ficaram proibidos de exercer qualquer tipo de profissão para, assim, prevenir qualquer influência ao nível educativo, político e na industria. Na noite de 9 para 10 de novembro de 1938, as SS realizaram uma operação contra os judeus que ficou conhecida como "A Noite dos Cristais" (Kristallnacht). As montras das lojas e dos escritórios judeus foram destruídas e vandalizadas, e muitas sinagogas foram incendiadas. O crescente antissemitismo originou uma onda de emigração em massa dos judeus da Alemanha durante a década de 1930. Na véspera da Segunda Guerra Mundial, apenas residiam na Alemanha cerca de 214 000 judeus.
A restante comunidade foi praticamente dizimada durante o Holocausto na sequência das deportações para o Leste europeu no final da guerra, entre 160 000 e 180 000 judeus alemães terão sido mortos no genocídio executado pelo regime nazista. No Holocausto, as vítimas ascendem aos 6 milhões de judeus europeus. Em 19 de Maio de 1943, foi declarado que a Alemanha estava "limpa de judeus" (judenrein ou judenfrei, "livre de judeus"). Dos 214 000 judeus residentes na Alemanha, cerca de 90% morreram durante o Holocausto. Depois da guerra, a comunidade judaica começou lentamente a crescer, devido, principalmente, à imigração vinda das ex-repúblicas soviéticas e de expatriados de Israel. No início do século XXI, a população judaica na Alemanha era de cerca de 200 000, e representava a única comunidade judaica em crescimento na Europa.
Atualmente, a maioria dos judeus alemães são de língua russa. Estima-se serem cerca de 250 000.
As leis atuais na Alemanha criminalizam a negação do Holocausto (§130 StGB); as violações desta lei são punidas com até cinco anos de prisão. Em 2007, o ministro do Interior alemão, Wolfgang Schäuble, deu ênfase à política oficial da Alemanha: "Não vamos tolerar qualquer forma de extremismo, xenofobia ou antissemitismo."